# هاري دين (لاعب كرة قاعدة أمريكي)
هاري دين (بالإنجليزية: Harry Dean)‏ هو لاعب كرة قاعدة أمريكي، ولد في 12 مايو 1915 في روكمارت في الولايات المتحدة، وتوفي بنفس المكان في 1 يونيو 1960.

## وصلات خارجية
- هاري دين على موقعبيزبول رفرنس.كوم (الدوري الرئيسي) (الإنجليزية)